# 下河沿窑址
下河沿窑址，位于宁夏回族自治区中卫市沙坡头区常乐镇，是中华人民共和国宁夏回族自治区文物保护单位之一。
2005年9月15日，授予宁夏回族自治区文物保护单位，是一座古遗址。